# Bukovec (berg i Tjeckien, Liberec)
Bukovec är ett berg i Tjeckien.   Det ligger i regionen Liberec, i den norra delen av landet, 100 km nordost om huvudstaden Prag. Toppen på Bukovec är 1 005 meter över havet, eller 98 meter över den omgivande terrängen. Bredden vid basen är 0,71 km.
Terrängen runt Bukovec är huvudsakligen lite kuperad.Runt Bukovec är det ganska tätbefolkat, med 90 invånare per kvadratkilometer. Närmaste större samhälle är Jablonec nad Nisou, 16,5 km sydväst om Bukovec. I omgivningarna runt Bukovec växer i huvudsak blandskog.